# RR Telescopii
RR Telescopii war eine symbiotische Nova im südlichen Sternbild Teleskop. Sie wurde auf Fotoplatten als schwacher variabler Stern mit einer visuellen Helligkeit von 9 bis 16,6 mag im Zeitraum von 1889 bis 1944 festgehalten. Ende 1944 begann sich die Helligkeit des Sterns um etwa 7 Größenordnungen von ca. 14 mag auf über 8 mag zu erhöhen. Diese Leuchtkraftsteigerung setzte sich Anfang 1945 mit einer verringerten Anstiegsrate fort. Der Gesamtausbruch wurde jedoch erst bemerkt, als der Stern im Juli 1948 bei etwa 6,0 mag mit bloßen Auge zu sehen war. Ab diesem Zeitpunkt wurde sie unter der Bezeichnung Nova Telescopii 1948 geführt. Seit Mitte 1949 nahm die Helligkeit mit einigen bemerkenswerten Änderungen im Spektrum langsam wieder ab, und ab August 2013 verblasste sie im visuellen Bereich auf 12 mag.

## Vor- und Hauptausbruch
RR Telescopii wurde seit 1889 wiederkehrend in Durchmusterungen der südlichen Außenstelle des Harvard-College-Observatoriums sowie zu späteren Zeitpunkten auch von anderen südlichen gelegenen Observatorien beobachtet. Williamina Fleming berichtete 1908 über Helligkeitsunterschiede zwischen etwa 9 und 11,5 mag und schlug vor, dass es sich um den gleichen Sternentyp wie SS Cygni handeln könnte. Auf späteren Aufnahmen zeigte sich eine geringe unregelmäßige Streuung zwischen 12,5 und 14 mag bis etwa zum Jahr 1930. Ab dieser Zeit begannen die periodischen Helligkeitsschwankungen zwischen 12 und 16 mag. Die Periode dieser Schwankungen betrug 387 Tage und der Stern konnte als Riese oder Überriese mit mittlerer oder später Spektralklasse charakterisiert werden. Es wurden keine Spektren des Sterns vor dem Ausbruch aufgenommen, da er zu schwach war, um in den Henry-Draper-Katalog aufgenommen zu werden und bis zum Ausbruch unerkannt blieb.
1944 brachen die periodischen Schwankungen ab und RR Telescopii hellte sich im Verlauf von etwa vier Jahren um mehr als 7 Größenordnungen auf. Beginnend bei einer Helligkeit von 14 mag. Ende 1944, zeigten die Fotoplatten bereits zu Beginn des Jahres 1945 eine Stärke von 8 mag, und der Stern wurde im September bis Oktober 1946 bei 7,4 mag, im März 1948 mit 7,0 mag und im Juli 1948 mit 6,0 mag beobachtet.
1948 wurde sie entdeckt und erhielt die Bezeichnung Nova Telescopii 1948. Im Juli 1949 begann die Helligkeit langsam nachzulassen. Die Informationen über das Ausbruchverhalten von RR Telescopii, wie sie auf den Harvard-Fotoplatten zu sehen sind, wurden im Februar 1949 veröffentlicht, und die ohnehin lange Dauer der Eruption über Jahre hinweg, machte deutlich, dass sich RR Telescopii sehr von den zuvor beobachteten Novae unterschied. Sie wurde daraufhin als langsame Nova bezeichnet, da dieses Verhalten nicht vollständig erklärt werden konnte.
Die ersten spektroskopischen Beobachtungen wurden im Juni 1949 gemacht, als das Spektrum ein reines Absorptionsspektrum zeigte, das dem eines F-Typ Überriesen ähnelte, bevor sie zu verblassen begann. Weitere Spektren wurden im September / Oktober desselben Jahres aufgenommen. Zu diesem Zeitpunkt hatte sich der Charakter des Spektrums zu einem Kontinuum mit vielen Emissionslinien, jedoch ohne erkennbare Absorptionslinien, verändert.

## Helligkeitsabnahme
Im sichtbaren Licht verblasste RR Telescopii seit 1949 stetig (wenn auch nicht mit einer konstanten Rate). 1977 hatte sie etwa eine visuelle Magnitude von 10,0 und lag Mitte 2013 bei etwa 11,8 mag. Trotz dieser Entwicklung hatte das sichtbare Spektrum den gleichen allgemeinen Charakter behalten, obwohl es zunehmend Emissionslinien höherer Erregung einschloss und erlaubte sowie verbotene Spektrallinien vieler Elemente zeigte. Absorptionsmerkmale von Titan(II)-oxid (das Markenzeichen von M-Sternen) wurden im Spektrum von RR Telescopii ab den 1960er Jahren beobachtet.
Mit fortschreitender Technologie wurde die Beobachtung von RR Telescopii bei weiteren Wellenlängen möglich. Die Infrarotphotometrie ergab einen Strahlungausschlag im Bereich von 1 bis 20 µm, was auf das Vorhandensein von zirkumstellarem Staub mit einer Temperatur von einigen hundert Kelvin hindeutete. Auch die Beobachtungen bei kürzeren Wellenlängen war sehr erfolgreich. Im ultravioletten Bereich wurde mit dem International Ultraviolet Explorer, dem UV-Spektrometer an Bord von Voyager 1 und dem Hubble-Weltraumteleskop beobachtet. Im Röntgenspektrum wurden Beobachtungen mit dem High Energy Astronomy Observatory 2, EXOSAT und ROSAT durchgeführt. Die Beobachtungen im UV-Bereich ermöglichte insbesondere eine direkte Bestimmung des weißen Zwergs in diesem System, was vor dem Aufkommen der Weltraumteleskope nicht möglich war.

## Physikalisches Modell
Als symbiotischer Stern besteht RR Telescopii aus einem roten Riesenstern mit später Spektralklasse, der sich in einem Orbit mit einem Weißen Zwerg befindet. Beide Sterne sind mit heißem Gas und warmem Staub umgeben. Der Rote Riese wird häufig als Mirastern bezeichnet, obwohl der einzige wirkliche Versuch, das System vor dem Ausbruch zu charakterisieren, einen anderen Typ eines pulsierenden Riesensterns ergab. Die beobachteten sichtbaren und infraroten Merkmale der Spektren deuten auf einen Stern des Spektraltyps M5 III hin. Solche kühlen, pulsierenden Sterne sind bekannt dafür, dass sie zirkumstellaren Staub erzeugen, der mit den wechselnden Sternenwinden abfließt. Es wurden keine Verschiebungen in den Orbitalgeschwindigkeiten festgestellt, daher ist der Abstand der beiden Objekte in der Größenordnung mehrerer astronomischer Einheiten und die Orbitalperiode mit Jahren oder Jahrzehnten anzunehmen.
Wenn sich die Akkretionsrate vor einem Ausbruch im spektroskopischen „low state“ Zustand befindet, pulsiert der M-Riese und verliert dabei an Masse. Dieses Pulsieren war im Zeitraum von 1930 bis 1944 in der sichtbaren Lichtkurve zu erkennen. Ein Teil der Materie, die der M-Riese dabei verliert, kommt per Windakkretion auf dem Weißen Zwerg an. Diese angesammelte Materie ist wasserstoffreich – das heißt, ihre Zusammensetzung entspricht normaler Sternmaterie. Wenn diese mit Wasserstoff angereicherte Akkretionsscheibe dick genug und heiß genug ist, beginnen die Fusionsreaktionen am dichtesten und heißesten Punkt der Scheibe in der Nähe der Oberfläche des Weißen Zwerges.